# Ottrubay István
Ottrubay István (Stefan Ottrubay) (Zürich, 1954. augusztus 13. –) svájci menedzser, az Esterházy Privatstiftung igazgatóságának elnöke, az Esterházy Vállalat felügyelőbizottságának elnöke.[1] [2] [3]

## Élete
Ottrubay István Luzernben járt általános és középiskolába, Freiburg im Breisgauban és Zürichben jogot tanult, ahol 1976-ban szerzett jogi diplomát. 1991-től 2000-ig élt Magyarországon, ahol pénzügyi szakemberként részt vett a magyar bankrendszer privatizációjában és átalakításában.[4]
Apai (Ottrubay József) nagynénje, Esterházy Ottrubay Melinda[5], a hercegi Esterházy család utolsó hercegnéje és örököse, 2000 decemberében bízta meg[6] a burgenlandi Kismartonban található az Esterházy Vállalat vezetésével, azóta az Esterházy Privatstiftung igazgatóságának elnöke.
Az osztrák Esterházy Privatstiftung mellett több, a hercegi Esterházy vagyon kezelésével megbízott szervezet, így például a svájci Esterházy Melinda de Galántha Alapítvány, a liechtensteini Esterházy - Spirit of East Alapítvány, az ausztriai Esterházysche Familien Privatstiftung, a Familie Esterházy-Gedenk Privatstiftung vezetőségének, a tagja.
Ottrubay István elvált, három gyermek apja, magyarul kiválóan beszél.

## Üzleti karrierje
Ottrubay István a zürichi jogi doktorátus után master fokozatot szerzett a New York-i Columbia Egyetemen, majd 1987-től 1992-ig a Credit Suisse csoportnál dolgozott. Először Zürichben finanszírozási és értékpapír-kibocsátási tevékenységet végzett, melyet az igazgatói poszt követett Londonban. Egy prágai kitérőt követően tért vissza Magyarországra 1989-ben, ahol feladata – igazgatóként – a privatizációs üzletág fejlesztése volt. 1992-től 1997-ig vezette a Bayerische Hypo-Bank magyarországi leányvállalatát, majd 1993-tól 1998 nyaráig, szintén vezérigazgatóként a Glória-Swiss Life biztosítót irányítja, részt vesz annak átszervezésében és értékesítésében. 2000-ben elfoglalta a Esterházy Privatstiftung elnöki pozícióját. Emellett, felügyelőbizottsági, illetve igazgatósági tagként részt vesz az osztrák COREAL Immobilien und Verwaltungs- und Beratungs AG, és az Austrian East Wine Participation AG vezetésében, valamint további négy másik vállalat ügyvezetője és részvényese.

## Tevékenysége az Esterházy Vállalat élén
Az Esterházy-család vagyonának egyben tartása érdekében az 1989-ben elhunyt herceg Esterházy V. Pál végakaratát teljesítve, özvegye, Esterházy Ottrubay Melinda, 1994-től, három, meg nem szüntethető alapítványt hozott létre, melyek biztosították a jövő generációk számára a kulturális örökség elidegeníthetetlenségét és feloszlathatatlanságát. A hercegné unokaöccsét, Ottrubay Istvánt és a két osztrák szakembert bízott meg az uradalom és az alapítványok modernizálásával. Feladatuk az átvilágítás mellett a stratégia kialakítása, a szervezeti, működési szabályok kidolgozása, a gazdasági struktúra modernizálása volt.[7] Ezt követően került sor az alapítvány művészettámogatásának és a művészeti gyűjtemények helyzetének felmérésére. 2000 decemberében a hercegné kérésére Ottrubay István vette át az Alapítványok elnöki pozícióját, Esterházy Ottrubay Melinda pedig 2002-ben saját elhatározásából minden hivatali funkciójától visszavonult.
Az átalakítások során 2002-ben hozták létre az Esterházy Vállalatot. Ez a szervezet kezeli az alapítványok vagyonát és menedzseli a mára teljesen modernizált gazdasági tevékenységeket. A mintegy 550 embert foglalkoztató Esterházy Vállalat fő tevékenységi körei az erdő- és mezőgazdálkodás, természetvédelem, a szőlőművelés és borászat, az ingatlankezelés- és fejlesztés, a történelmi műemléki örökség fenntartása és üzemeltetése, valamint a vendéglátás, kultúra és a turizmus.
Az Esterházy Vállalat alapítványai közül az Esterházy Privatstiftung végez széleskörű kulturális tevékenységet Ausztriában. Magyarországon pedig az Esterházy Magyarország Alapítvány[8] révén az oktatás, a képzőművészet és a zene területén fejt ki támogatói és szervezői tevékenységet, melynek középpontjában a történelmi múlt megismerésének elősegítése, az Esterházy-örökség védelme és új kulturális és társadalmi értékek teremtése áll.

## Mecénás tevékenysége
Amikor London és Prága után, a bajor Hypo-Bank képviseletében 1991-ben Budapestre költözött az ő feladata volt az anyabank mintájára, annak stratégiájára alapozva és annak támogatásával egy kortárs művészeti gyűjtemény felépítése. Egy kortárs művészeti tanácsadóval kialakított gyűjtemény a magyar kortárs művészeti élet mérvadó művészeinek alkotásait foglalta magába.

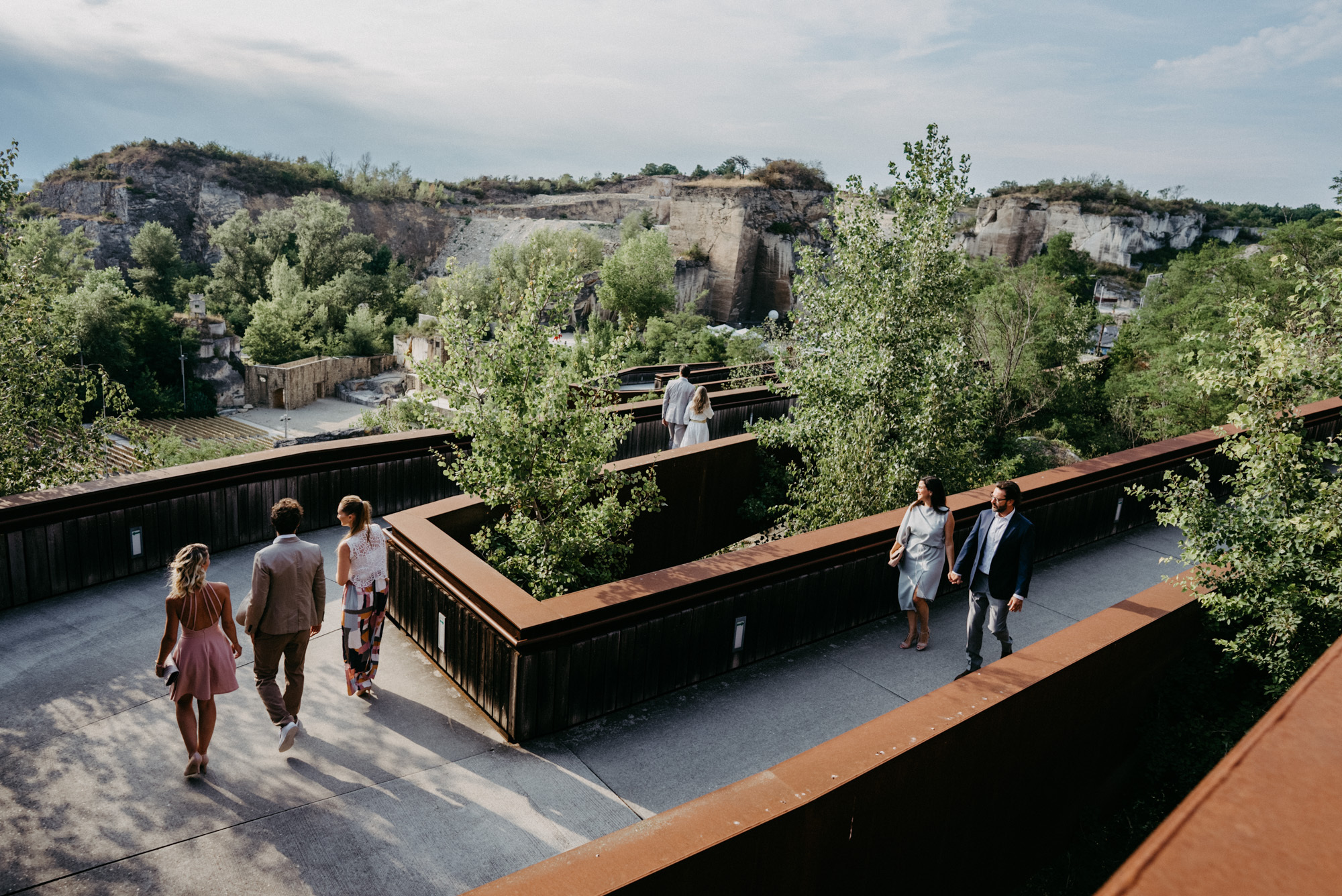
Opera a Szentmargitbányai Kőfejtőben

Ottrubay István az Esterházy Vállalatban betöltött pozícióját arra is felhasználja, hogy tovább folytassa a hercegi Esterházy-család mecénási tevékenységét[9], akik különösen a barokk korszakban és a klasszicizmus idején támogatták a kultúra fejlődését. Az Alapítványok kortárs műgyűjteményét 15 éve építi kollégái segítségével.

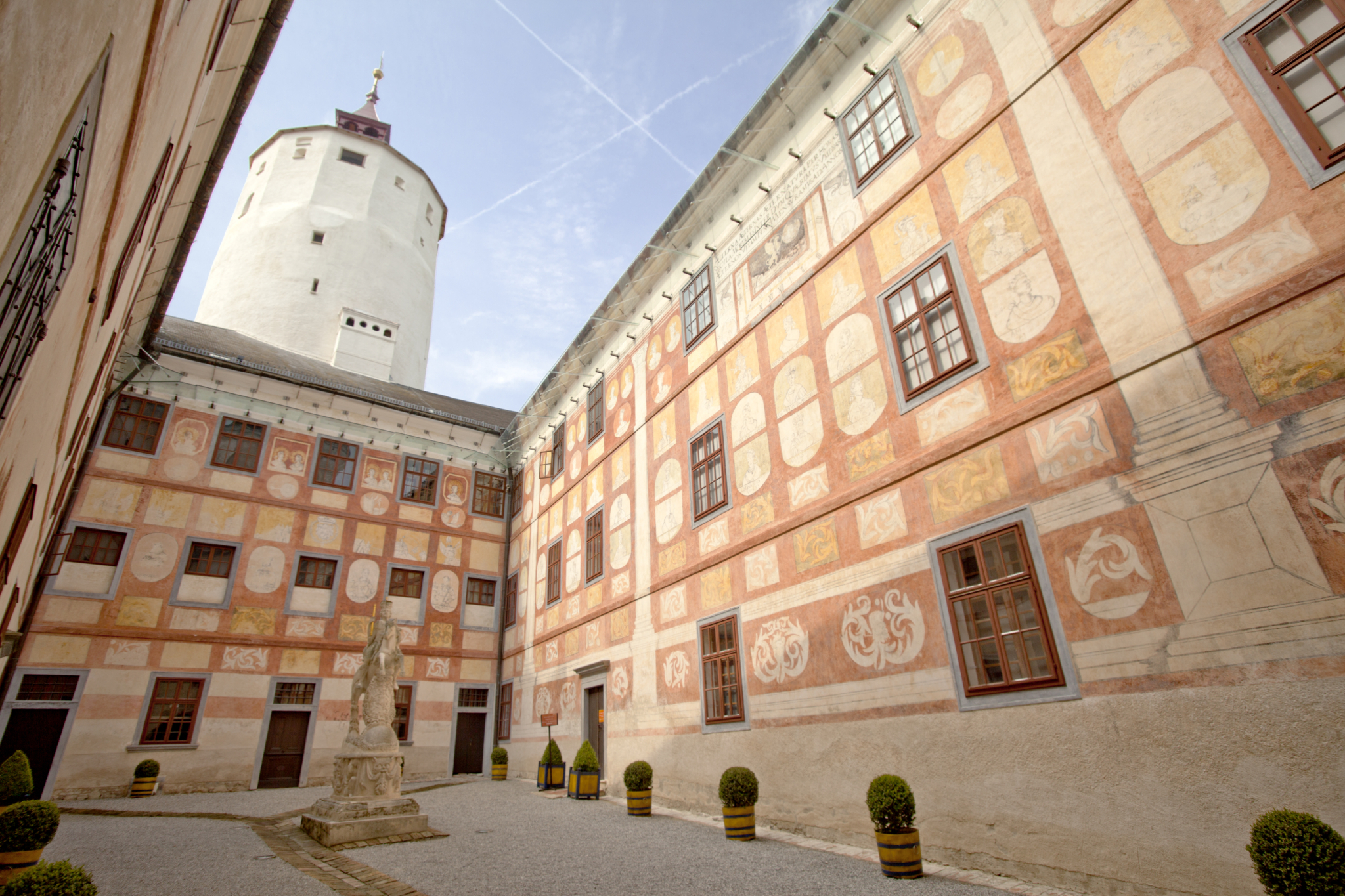
A Fraknói vár belső udvara

2009-ben az Esterházy Privatstiftung vezetőjeként megalapított egy kortárs képzőművészeti díjat. Az Esterházy Art Award célja a fiatal, tehetséges magyar művészek felkarolása és a nemzetközi párbeszéd támogatása. Az egyenként 5000 euróval dotált elismerést kétévente, minimum kettő és maximum három 45 év alatti magyar képzőművésznek ítéli oda a független szakmai zsűri. A pályázaton festészettel és festészettel határos technikákkal (fotóalapú festészet, kollázs, frottázs) lehet indulni. A díjat eddig nyolc alkalommal adták át. A díj odaítélése után számos művésznek sikerült a nemzetközi áttörés, így például a 2017-es és 2019-es díjazott, Keresztes Zsófia és Nemes Mártonnak is megadatott a lehetőség, hogy a nagynevű Velencei Biennále Magyar Pavilonjában kiállítsanak: Keresztes Zsófia 2022-ben mutatta be alkotásait, míg Nemes Márton 2024-ben képviseli majd hazánkat.

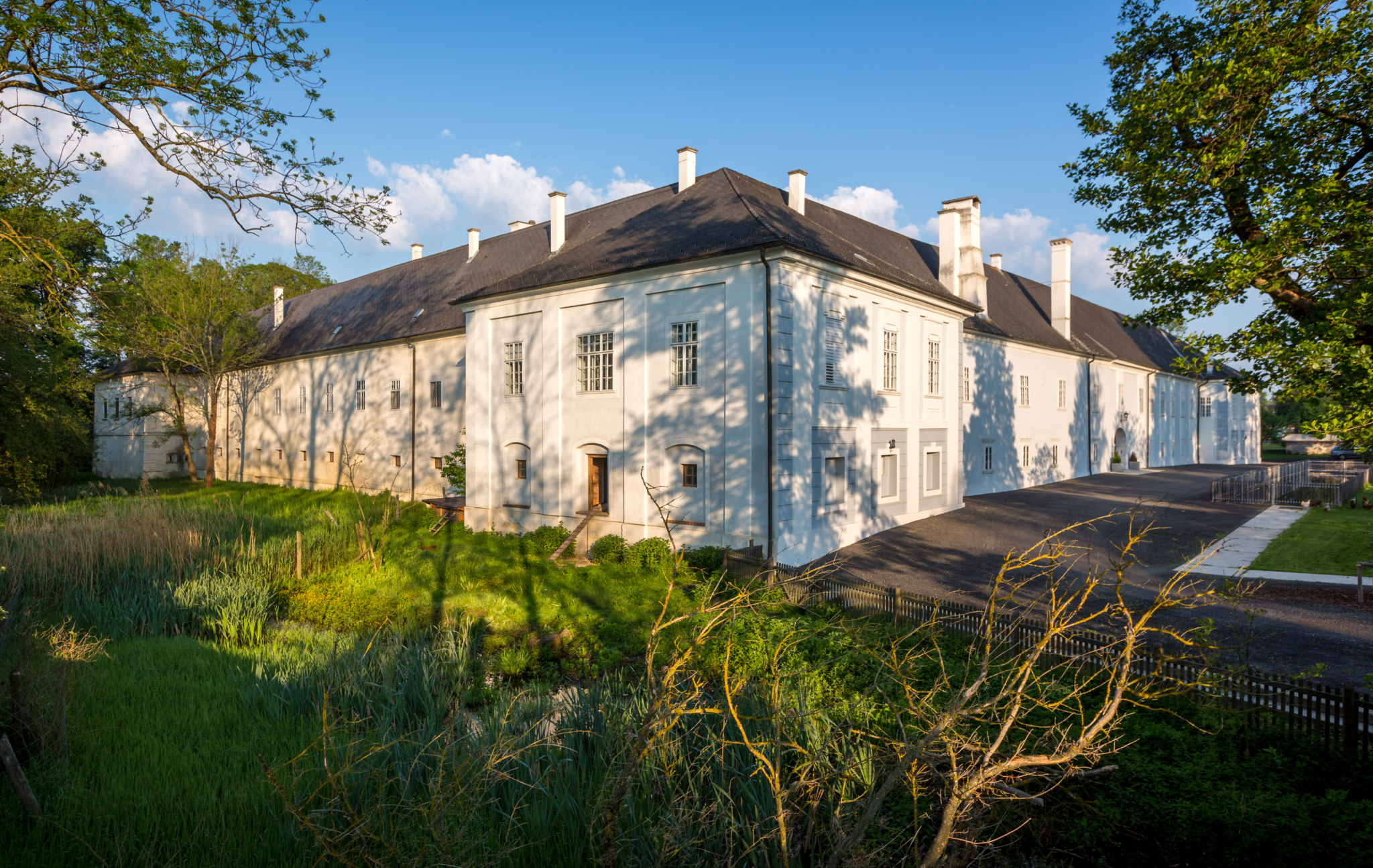
A Lackenbachi kastély

Az Esterházy Vállalat révén végzett kultúratámogató tevékenységét egészíti ki a FOSTER Europe Alapítványban (Alapítvány az erős európai régiókért) betöltött elnöki pozíciója.
Ottrubay István az Esterházy Vállalat vezetőjeként elősegítette az Esterházy-örökség történelmi épületeinek megőrzését, valamint a kismartoni kastélyegyüttesnek, a Fraknói várnak és a Lackenbachi kastélynak a renoválását és a nagyközönségnek való megnyitását. A Vállalat 2008-ban és 2009-ben mintegy tízmillió eurót fordított a Szentmargitbányai Kőfejtő kibővítésére[10], a 4500 látogató befogadására alkalmas Ruffini-színpad felújítására, ahol azóta is minden évben nagy számú látogatót vonzó operaelőadásokat tartanak.[11] A Szentmargitbányai Kőfejtő üzemeltetését is az Esterházy Privatstiftung végzi.
Az Ottrubay István vezette alapítványok az említett fejlesztések során mindig nagy hangsúlyt fektetnek a burgenlandi értékes természeti tájak megőrzésére és hozzáférhetővé tételére is. Az Esterházy Privastiftungnak köszönhető, hogy 2010 óta speciális vezetett túrákon lehet felfedezni a Fertő-tavi Nemzeti Parkot és a Fertő-tó nádasövét.

## Kulturális együttműködések
A természeti örökség megőrzése mellett a kulturális örökség megóvása és annak mind szélesebb nagyközönség számára történő bemutatása érdekében Ottrubay István gyümölcsöző kulturális együttműködéseket is létesített, melyek eredményeként több könyv és film is megjelenhetett, valamint számos hazai és nemzetközi kiállítás megvalósulhatott.  

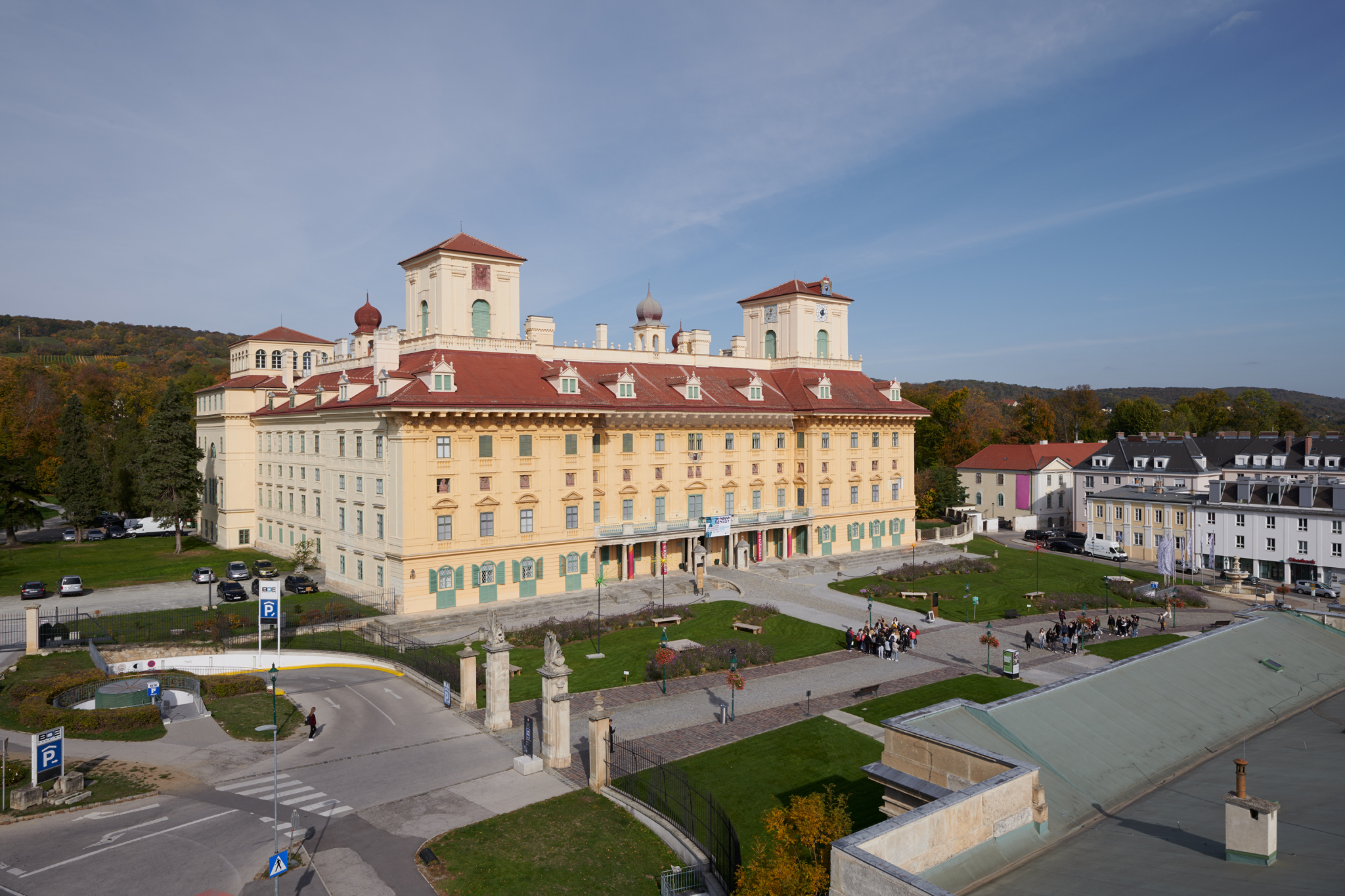
Az Esterházy kastély Kismartonban (Eisentadt)

1995-ben kiállítás nyílt Kismartonban, ahol a nagyközönség több mint ötven év után láthatta újra együtt a különböző közgyűjtemények birtokában levő Esterházy-kincseket. Az együttműködésben az Iparművészeti Múzeum, a Szépművészeti Múzeum, az Országos Széchényi Könyvtár, a Magyar Országos Levéltár, az Országos Műemlékvédelmi Hivatal és a Fertődi Esterházy kastély vettek részt.
2005-2007-ben az Országos Széchényi Könyvtár horvát, szlovák társrendezőkkel és az Esterházy Privatstiftunggal közösen megrendezte a Kék vér, fekete tinta – Arisztokrata könyvgyűjtemények 1500-1700 című nemzetközi vándorkiállítást. A kiállítás Zágráb, Pozsony és Túrócszentmárton után érkezett az OSZK-ba, majd innen került tovább Fraknó várába. A tárlaton olyan európai hírű és rangú főúri famíliák családi könyvtáraiból mutattak be válogatást, amelyek történelmi nevei egy egész korszakot vagy országrészt meghatároztak. A kulturális államtitkár az Oktatási és Kulturális Minisztérium nevében Pro Cultura Hungarica elismerést adott át az Esterházy Privatstiftungnak a kölcsönös, gyümölcsöző kapcsolatok elismeréseként.
Szintén 2006 folyamán több mint 80 évnyi elkülönítés után a fraknói vár 1920-ban megosztott kincstára fontos darabjainak együttes bemutatására került sor az Iparművészeti Múzeumban, az Esterházy-kincsek – Öt évszázad műalkotásai a herceg Esterházyak kincstárából című közös kiállítás keretében.[12]
A kiállításhoz kötődően a következő évben az Esterházy Privatstiftung 300 fős gálaestet tartott a gazdasági, politikai, kulturális elit részére az Iparművészeti Múzeumban.
2007-ben indult az Esterházy Privatstiftung Central Europen Revisited című kiállítássorozata, amely az egész közép-európai régió kortárs művészetének feltérképezésére vállalkozott. A magyar és az osztrák szcéna képviselői mellett 2007-ben horvát és szlovák, 2008-ban cseh és bosnyák, 2010-ben szerb és bolgár művészeket hívtak meg.[13]
2007 szeptemberében nyílt meg a franciaországi Compiègne-ben a Musée National du Chateau de Compiègne és a Szépművészeti Múzeum közös kiállítása. A francia kastély múzeuma nevezetes festményeket, rajzokat, bútorokat és iparművészeti alkotásokat mutatott be II. Esterházy Miklós herceg („un prince hongrois collectioneur”) gyűjteményéből, melyeket részben a Szépművészeti Múzeum és az Esterházy Privatstiftung bocsátottak a kiállítás rendelkezésére.[14]
2008-ban megjelent az Esterházy Pál 1901-1989 – Az utolsó herceg a szélsőségek évszázadában című kötet, amelynek tanulmányai a herceg életének legérdekesebb szakaszait elevenítik meg.
Ugyanebben az évben Fraknó várában megnyílt a Hercegi halali – Vadászat az Esterházy-udvarban című kiállítás, amelyen többek között magyar kortárs alkotók műveit is kiállították. A katalógusban német és osztrák mellett magyar szerzők is helyet kaptak.
2009-ben számos, jelentős együttműködés született. Ebben az évben alapította Ottrubay István az Esterházy Privatstiftung vezetőjeként az Esterházy Art Award díjat fiatal, tehetséges magyar művészek felkarolása és pályafutásuk elindítása céljából.
A Budapesti Tavaszi Fesztivál keretében Haydn és az idő címmel kiállítás nyílt az Iparművészeti Múzeumban.31 A zeneszerző halálának 200. évfordulója alkalmából megrendezett tárlaton az Esterházy-család fraknói gyűjteményéből származó órákat, gyakran óraszerkezettel is összekapcsolt mechanikus, zenélő szerkezeteket, automatákat, kottákat, hangszereket, képző- és iparművészeti tárgyakat csodálhattak meg a látogatók. A Haydn-év keretében a Magyar Tudományos Akadémia és az Országos Széchényi Könyvtár rendezésében létrejött Haydn és Magyarország című kiállításhoz az Alapítvány, szakmai támogatással és műtárgyak kölcsönzésével járult hozzá.[15]
Megjelent az Eszterházától Eisenstadton át Fraknóig című útikönyv, amelynek kiadását az Esterházy Privatstiftung támogatta.
A Haydn előtt tisztelgő, Kismartonban megrendezett első Esterházy Vonósnégyes Fesztivál vendégországa Magyarország volt.[16] A rendezvényen magyar szerzők művei is elhangzottak, valamint magyar zenészek is felléptek. Díszvendégként Esterházy Péter tartott felolvasást saját, illetve Kertész Imre műveiből.
Bemutatták A herceg – Dr. Esterházy Pál élete című dokumentumfilmet. A film, valamint a Balassi Könyvkiadónál 2008-ban megjelent Esterházy Pál 1901-1989 – Az utolsó herceg a szélsőségek évszázadában című kötet is kiemeli Esterházy V. Pál embermentő tevékenységét, melyért 2013-ban Post Humus díjat kapott a Holokauszt Emlékközponttól és az Igaz Emberek Társaságától.
2010-ben Esterházy Ottrubay Melinda 90. születésnapja alkalmából bemutatták az élettörténetéről készült dokumentumfilmet, A nap belülről süt címmel.
2011-ben az Alapítvány támogatta a Szépművészeti Múzeum Art on Lake kiállítását és három műalkotást – Kriston Kintera, Jiři David és Kelemen Zénó egy-egy művét – megvásárolta a kiállítás anyagából, melyek ma az Esterházy-kastélyban és annak udvarán, illetve Fraknó várában láthatók.
2012-ben A Művészet mindenkinek – A Victoria & Albert Museum, a világ első iparművészeti múzeuma című, az Iparművészeti Múzeumban megrendezett kiállítást komoly műtárgykölcsönzéssel támogatta az Esterházy Privatstiftung.
Ugyanebben az évben nyílt meg a Herend az Esterházyaknál című kiállítás Kismartonban, a Herendi Porcelánmanufaktúrával együttműködve.
2013-ban az az MTA Bölcsészettudományi Kutatóközpont Irodalomtudományi Intézet Reneszánsz Osztálya és az egyetemek régi magyarországi irodalmat tanító tanszékeinek közös szervezésében Irodalom, művészet, barokk reprezentáció Esterházy Pál udvarában címmel Kőszegen szervezett konferenciáját és az azt követő publikációt támogatta az Esterházy Privatstiftung. Az Esterházy Pál barokk művészetpártolásával foglalkozó konferencia a nádor halálának 300. évfordulójáról is megemlékezett. Az előkészítő bizottság tagjai méltatták az Esterházy-család kiemelkedő mecénását, sokoldalú személyiségét és a tanácskozás programjának kialakításakor arra törekedtek, hogy az előadások a nádor pályájának minél sokszínűbb, árnyaltabb bemutatását tegyék lehetővé.
2019-ben a Privatstiftung támogatta Pálffy Géza és a „Lendület” Szent Korona Kutatócsoport kutatását, melynek köszönhetően megtalálták, restaurálták és kiállították a legrégebbi magyar és horvát koronázási zászlókat Fraknón és Budapesten. Pálffy Géza a kutatást és eredményeit bemutató, 6 nyelvű könyvének publikációját és a könyvet bemutató eseményt is az Esterházy Privatstiftung támogatása biztosította.
2019 novemberében az Esterházy Privatstiftung 11 műtárgyat kölcsönzött a világhírű New York-i Metropolitan Museum of Art (MET) Making Marvels. Art, Technology and Entertainment at the Courts of Europe című kiállítására. A kiállítás az Európai uralkodóházak több mint 200, barokk és reneszánsz kori különleges műtárgyát és technikai kuriózumát mutatta be.

## Restitúciós vagyonmegosztás
A II. világháború után Kismartonból hadizsákmányként a Szovjetunióba hurcolták a Bibliotheca Esterházyana jelentős részét. A tárgyalások a könyvek visszaszolgáltatása kapcsán már a 90-es években megindultak. 2003-ban ünnepélyes keretek között kerültek vissza az Esterházy Vállalat birtokába a kismartoni Esterházy Könyvtárnak a II. világháború után hadizsákmányként a Szovjetunióba, majd a volt NDK-n keresztül az Országos Széchenyi Könyvtárba került részei, összesen 334 könyv.[17]
2006-ban magyar támogatással elindult egy kutatás, amelynek keretében Monok István és Zvara Edina felmérték és katalogizálták a Bibliotheca Esterhazyana állományát. Ezen projektnek, és a több mint 15 éves tárgyalási és egyeztetési folyamatnak köszönhetően 2013-ban 977 kötet került vissza Oroszországból az Esterházy Privatstiftunghoz az eredetileg mintegy 70 000 kötetet számláló Bibliotheca Esterházyana-ból.[18] [19]
Az Esterházy Magánalapítvány jelenleg két, egy polgári és egy közigazgatási pert folytat a Magyar Állammal szemben, melynek keretében az Esterházy-kincsek 589 tételének tulajdonjogát kívánja tisztázni. Első körben, mindkét eljárásban az Esterházy Alapítványok számára kedvező ítélet született. A Kúria legutóbbi határozatai szerint a közigazgatási perben a Magyar Államnak meg kell ismételnie a restitúciós eljárást.

## Díjai
- 2004: Az év burgenlandi menedzsere
- 2019: Burgenland tartomány parancsnoki keresztje
- 2023 Eisenstadt/Kismarton szabadváros tiszteletbeli polgárává választották

## A tevékenységét ért kritikák
Az Esterházy család több alkalommal is elhatárolódott tőle.[20] [21] [22] [23] Néhai Esterházy V. Pál herceg legközelebbi férfi rokona, a családfői címet öröklő II. Esterházy Antalt (Anton) sérelmezte, hogy Pál herceg felesége és örököse, Esterházy Ottrubay Melinda kiszorította őt az alapítványokból, megvonta apanázsát és eltávolította a családi tanácsból. Emiatt több bírósági pert is indítottak az Alapító Esterházy Melinda és az Alapítványok ellen Melinda halála után is. Ezek a perek kivétel nélkül az Alapító és az Alapítványok pernyertességével végződtek.[24] A Fraknói kastély körüli jogvita 2021 januárjában zárult le.[25]